# Turay Ida Színház
A Turay Ida Színház Budapest független színtársulatainak egyike, amely 14 évig vándorszínházként, majd 2014 óta a budapesti Kálvária tér 6. szám alatt működik.

## Története
A magánszínházat Darvasi Ilona jelmeztervező alapította. A társulat vándorszínházként alakult meg. 2000. november 11-én, Pápán tartották első bemutatójukat, a Lili bárónő című operettel. Ekkortól kezdve előadásaikat különböző helyszíneken játszották, fővárosi és vidéki színházakban, művelődési házakban. Koncepciójuk szerint a társulat vezető művészeivel – többek között Huszti Péterrel, Benkő Péterrel, Piros Ildikóval, Mikó Istvánnal – vígjátékokat, operetteket, a közönség körében népszerű színdarabokat adnak elő, és színpadra állítanak olyan régi filmeket is, amelyekben a névadó, Turay Ida szerepelt. Az előadásokat kezdetben Mikó István, Csiszár Imre, Cseke Péter, Bozsó József, Bencze Ilona, Böhm György és Kerényi Imre rendezte. Később a rendezők névsora bővült. 2007-ben az ügyvezetését Darvasi Cecília, az alapítóigazgató lánya vette át 2012-ig.
Célcsoportjuk minden korosztály. A fiatalok és az idősebb korosztály mellett a gyermekek is fontosak számukra, ezért 2008-ban Nyírő Bea színész-rendező művészeti vezetővel a cégen belül létrehozták a társulattal teljes szimbiózisban működő Magyar Nemzeti Gyermek és Ifjúsági Színházat. 2008. november 24-én Vidnyánszky Attila vezetésével, Debrecenben, a Csokonai Nemzeti Színházban megalakult a Magyar Teátrumi Társaság. A színházi szervezetet 15 intézmény alapította, köztük a Turay Ida Színház is.
2012-ig a Szemiramisz Színházi, Kulturális és Sportrendezvény Szervező Non-Profit Közhasznú Kft. üzemeltette a társulatot. Onnantól a jogutód Turay Ida Színház Közhasznú Nonprofit Kft..
A 2014/2015-ös évadtól a színház kőszínházi státuszt, saját, felújított, 315 nézőt befogadni képes teátrumot kapott Józsefvárosban, a Kálvária tér 6. szám alatt.
2014-ben az akkor már évek óta üresen álló Józsefvárosi Színház épületének belső tereit és a színpadot a színtársulat vezetése felújította, hang és fénytechnikával szerelte fel, így kezdte meg hivatalos működését az év augusztusában. Az állandó játszóhelyen a 2014/15-ös évad első és egyben ősbemutatója október 18-án, a Bubamara – józsefvárosi West Side Story című musical volt. Ezzel azonban nem szűntek meg a tájelőadások, a színtársulat előadásai továbbra is eljutnak az ország szinte minden részére
A  Darvasi Ilona által alapított társulat tevékenysége hiánypótlás volt, hiszen amióta megszűnt az Állami Déryné Színház, kevés pesti teátrum „mozdult ki” vidékre. Ezeknek az előadásoknak a költsége ugyanis általában meghaladta egy vidéki kultúrház anyagi lehetőségeit. Ezt az ellentmondást igyekezett és igyekszik ma is feloldani a Turay Ida Színház gazdasági modellje, amely közhasznú nonprofit vállalkozásként tűzte ki célul a vidéki, színházat szerető közönség igényes szórakoztatását.
Kezdettől fogva az egyik alapelve a teátrumnak, hogy nem a szakmának, hanem a közönségnek szeretnének megfelelni, mert Közönség nélkül nincs színház! Ha üres a nézőtér nincs értelme a színészi játéknak. Lehet a szakmának, a kritikusoknak megfelelni, de ha a közönség nem szereti azt amit lát, akkor minek?
Az előadások száma évente kb. 350-400, melynek felét a Kálvária téren, a többit vidéken mutatja be. A teátrum vezetése fontosnak tartja, hogy a közönség láthassa azokat a színészeket, akik ma is a budapesti kulturális élet meghatározó egyéniségei, egyúttal alkotási lehetőséget biztosítson azon művészek számára, akik megbecsült életpályájuk szakaszán kevesebb lehetőséghez jutva, fiatal, tehetséges kollégáikkal  együtt szeretnék megtartani a számukra elengedhetetlen kapcsolatot a közönséggel.
A színház gyakran állít színpadra régi filmeket, olyanokat is, amelyekben Turay Ida játszott, ezzel is vállalva azt a filozófiát, mely szerint a szórakoztató színjátszás legalább annyi színészi munkát kíván – ha nem többet – mint amennyi átélést a komoly műfaj igényel.
2022-től a színház általános igazgatója Sebeök Réka.

## A társulat

### Vezetőség
- Alapító igazgató: Darvasi Ilona
- Művészeti tanácsadó: Huszti Péter
- Általános igazgató: Sebeők Réka
- Gazdasági igazgató: Nemcsák Balázs
- Műszaki igazgató: Nemes Richárd

### Örökös tagok
- Hűvösvölgyi Ildikó
- Jankovits József
- Koncz Gábor
- Pásztor Erzsi
- Somfai Éva
- Benkő Péter
- Mikó István
- Nagy Gábor

### Művészek (2025/2026)
- Bencze Ilona
- Benkő Péter
- Bódi Barbara
- Bodor Szabina
- Boros Ádám
- Boros Zoltán
- Buch Tibor
- Császár Angela
- Csere László
- Détár Enikő
- Frech Zoltán
- Gregor Bernadett
- Győri Péter
- Hámori Ildikó
- Horváth Dániel
- Horváth Lídia
- Hűvösvölgyi Ildikó
- Ivancsics Ilona
- Janza Kata
- Kanda Pál
- Keresztes Ildikó
- Kurkó J. Kristóf
- Mikó István
- Nagy Gábor
- Nagy Péter János
- Nagy Róbert
- Nyírő Beáta
- Pál Zoltán Dávid
- Pásztor Erzsi
- Pásztor Máté
- Rátonyi Hajni
- Sasvári Sándor
- Steinkohl Erika
- Szerednyey Béla
- Szkáli Edina
- Szabó Anikó
- Szőke Laura
- Szuromi Bernadett
- Topolcsányi Laura
- Tóth Alex
- Unger Vanda
- Valázsik Péter
- Vándor Éva
- Vanya Tímea
- Varga Ádám
- Vass János Pál
- Xantus Barbara
- Zsadon Andrea

## Bemutatók (2022–)

### 2022-2023-as évad
- Mikó István – Kovács András Ferenc – Maráth Viktor: Egerek (musical, rendező: Mikó István)
- Topolcsányi Laura: Bakancslista (vígjáték, rendező: Szerednyey Béla)
- Hunyadi Sándor – Topolcsányi Laura: A vöröslámpás ház (zenés vígjáték, rendező: Tasnádi Csaba)
- Rudyard Kipling – Topolcsányi Laura: A dzsungel könyve (zenés vadkaland az állatok birodalmában, rendező: BORISZ)
- Dan Goggingn: Apácák (musical), rendező: Nagy Viktor)
- Topolcsányi Laura: Hókirálynő (zenés mesejáték), rendező: Győri Péter)
- Topolcsányi Laura: Bubamara (zenés játék 2 részben, rendező: Halasi Dániel)
- Pierre Chesnot: Hotel Mimóza (vígjáték két felvonásban), rendező: Mikó István)
- Topolcsányi Laura: A medve MÉG MINDIG nem játék! (székely pajzán történetek két részben), rendező: Somogyi Szilárd)

### 2023-2024-es évad
- Carlo Collodi regénye nyomán írta: Kertész Mihály: Pinokkió Rendező:Borbély Krisztina
- Andrew Bergman: Társasjáték New Yorkban Rendező:Tasnádi Csaba
- Marshall Karp: Örömszülők Rendező: Pataki András
- W. Shakespeare - Maráth Viktor - Topolcsányi Laura: A makrancos hölgy Rendező:Tasnádi Csaba
- Grimm testvérek: Pozsgai Zsolt: Holle anyó Rendező: Nyírő Beáta
- Vajda Katalin: Anconai szerelmesek Rendező: Tasnádi Csaba
- Woody Allen: Semmi pánik! Rendező: Mikó István

### 2024-2025-ös évad
- Topolcsányi Laura - Maráth Viktor: Pocahontas Rendező:Borbély Krisztina
- Noel Coward: Forgószínpad Rendező: Szerednyey Béla
- Zerkovitz Béla - Szilágyi László: Csókos asszony Rendező: Csiszár Imre
- Georgo Faloni - Maráth Viktor - Topolcsányi Laura: Nyuszikám, ártatlan vagyok! Rendező: Vida Péter
- Noel Coward: Mindenki engem akar! Rendező: Radó Denise,
- Ray Cooney: Páratlan páros Rendező: Szerednyey Béla

### 2025-2026-os évad
- Eisemann Mihály-Szilágyi László: Ezüstmenyasszony (zenés vígjáték, rendező: Radó Denise)
- Kaló Flórián: Veszélyes hétvége (bűnügyi játék, rendező: Csiszár Imre)
- William Shakespeare-Maráth Viktor-Frech Zoltán: Sok hűhó semmiért (zenés vígjáték, rendező: Radó Denise)
- Molnár Ferenc: A doktor úr (vígjáték, rendező: Csiszár Imre)
- Kávéházi kabaré (kabaréjelenetek, rendező: Vida Péter)

## Korábbi bemutatók
A Színházi adattárban regisztrált bemutatóinak száma: 83.
| Színdarab | Bemutató dátuma      | Rendező                         | Forrás      |        |
| --- | -------------------- | ------------------------------- | ----------- | ------ |
| A didergő király | 2013. december 2.    | Nyírő Beáta                     | [ 10 ]      |        |
| A Charley nénje? | 2015. február 21.    | Nyírő Bea                       | [ 11 ]      |        |
| A csúnya lány | 2001. november 23.   | Kovács István                   | [ 12 ]      |        |
| A doktor úr | 2011. április 30.    | Huszti Péter                    | [ 13 ]      |        |
| A dzsungel könyve | 2013. december 2.    | BORISZ                          |             |        |
| A faun | 2008. november 22.   | Márton András                   | [ 14 ]      |        |
| A férfiak a fejükre estek                                                                                                 | 2017. március 18.    | Sztárek Andrea                  | [ 15 ]      |        |
| A hattyúk tava | 2012. november 21.   | Nyírő Bea                       |             |        |
| A holló árnyékában | 2012. október 17.    | Árkosi Árpád                    | [ 16 ]      |        |
| A karnevál vége | 2012. február 10.    | Makranczi Zalán                 | [ 17 ]      |        |
| A kutya testamentuma | 2009. július 3.      | Mikó István                     | [ 18 ]      |        |
| A maláji lány | 2015. március 14.    | Gyökössy Zsolt                  | [ 19 ]      |        |
| A medve nem játék | 2017. december 16.   | Szerednyey Béla                 |             |        |
| A meztelen lány | 2004. október 30.    | Kovács István                   | [ 20 ]      |        |
| A Mikulás manói | 2015. november 17.   | Borisz                          |             |        |
| A mosoly országa | 2002. május 19.      | Leblanc Győző                   | [ 21 ]      |        |
| A nagymama | 2005. február 26.    | Bor József                      | [ 22 ]      |        |
| A négy évszak | 2010. április 26.    | Nyírő Bea                       |             |        |
| A nők (is) a fejükre estek                                                                                                | 2019. április 13.    | Sztárek Andrea                  |             |        |
| A potyautas | 2006. november 11.   | Bor József                      | [ 23 ]      |        |
| A rátóti csikótojás | 2013. október 14.    | Nyírő Bea                       |             |        |
| A szabin nők elrablása | 2008. május 10.      | Huszti Péter                    | [ 24 ]      |        |
| A szép és a szörnyeteg | 2014. október 22.    | Nyírő Bea                       | [ 25 ]      |        |
| A víg özvegy | 2005. június 5.      | Csongrádi Kata                  | [ 26 ]      |        |
| A vöröslámpás ház | 2015. április 11.    | Sztárek Andrea                  | [ 27 ]      |        |
| A suszter manói | 2009. október 5.     | Nyírő Bea                       |             |        |
| A szeméthegyen túl | 2013. február 13.    | Nyírő Bea                       |             |        |
| A szép és a szörnyeteg | 2014. október 22.    | Nyírő Bea                       |             |        |
| Abigél titkai - Piros Ildikó estje                                                                                        | 2017. február 26.    |                                 |             |        |
| Aladdin | 2019. október 12.    | BORISZ                          |             |        |
| Amerikai legenda | 2018. január 21.     | Boros Zoltán                    |             |        |
| Ártatlan vagyok | 2018. november 10.   | Szurdi Miklós                   |             |        |
| Az angyalok nem sírnak | 2006. október 20.    | Kiss József                     | [ 28 ]      |        |
| Az angyalok nem sírnak | 2016. szeptember 24. | Kiss József                     | [ 29 ]      |        |
| Az esőcsináló | 2010. április 17.    | Csiszár Imre                    | [ 30 ]      |        |
| Az igazat mondd, ne csak a valódit – Eperjes Károly - verses estje                                                        |                      |                                 |             |        |
| Az okos mama | 2004. március 27.    | Cseke Péter                     | [ 31 ]      |        |
| Az utolsó szerep | 2018. február 10.    | Koltay Gábor                    | [ 32 ]      |        |
| Aladdin | 2015. március 2.     | BORISZ                          | [ 33 ]      |        |
| Anconai szerelmesek | 2013. március 22.    | Huszti Péter                    | [ 34 ]      |        |
| Betlehem csillaga | 2009. december 14.   | Nyírő Bea                       | [ 35 ]      |        |
| Bohóckirálynő | 2002. november 9.    | Csongrádi Kata                  | [ 36 ]      |        |
| Bob herceg | 2009. augusztus 11.  | Pinczés István                  |             |        |
| Bubamara | 2014. október 18.    | Kökényessy Ági                  | [ 37 ]      |        |
| Cirkuszhercegnő | 2003. június 15.     | Leblanc Győző                   | [ 38 ]      |        |
| Cabaret | 2018. október 6.     | Koltay Gábor                    |             |        |
| Cigányprímás | 2011. június 18.     | Böhm György                     |             |        |
| Csakazaértis szerelem | 2014. március 1.     | Halasi Imre                     | [ 39 ]      |        |
| Csak kétszer vagy fiatal                                                                                                  | 2013. október 12.    | Bodrogi Gyula                   | [ 40 ]      |        |
| Csak semmi szexet, kérem, angolok vagyunk!                                                                                | 2009. október 3.     | Mikó István                     |             |        |
| Családi pokol | 2011. május 18.      | Bodor Böbe                      | [ 41 ]      |        |
| Csendes csodák Összeállítás Reményik Sándor verseiből - előadja Hűvösvölgyi Ildikó                                        |                      |                                 |             |        |
| Csingiling | 2017. április 9.     | Nyírő Beáta                     | [ 42 ]      |        |
| Csingiling az erdőben | 2018. március 25.    | Nyírő Beáta                     |             |        |
| Csingiling és a kalózok                                                                                                   | 2018. szeptember 30. | Nyírő Beáta                     |             |        |
| Csipkerózsika | 2011. január 17.     | Nyírő Bea                       |             |        |
| Döglött aknák | 2006. december 16.   | Cseke Péter                     | [ 43 ]      |        |
| Egerek és emberek | 2015. január 17.     | Csiszár Imre                    | [ 44 ]      |        |
| Elveszett paradicsom | 2004. január 24.     | Koltai János                    | [ 45 ]      |        |
| Elveszett paradicsom | 2011. november 12.   | Csiszár Imre                    | [ 46 ]      |        |
| Embernek maradni | 2015. október        | BORISZ                          |             |        |
| Édes Bosszú | 2018. március 10.    | Verebes István                  |             |        |
| Égben maradt repülő | 2016. február 20.    | Szurdi Miklós                   | [ 47 ]      |        |
| Énekelj, Déryné! | 2003. szeptember 27. | Csongrádi Kata                  | [ 36 ]      |        |
| Énekes madár | 2005. július 23.     | Mikó István                     | [ 48 ]      |        |
| Francia szobalány | 2016. december 17.   | Szurdi Miklós                   | [ 49 ]      |        |
| Férj nélkül tökéletes | 2019. február 23.    | Juhász Róza                     |             |        |
| Gül baba | 2013. június 22.     | Szirtes Gábor                   | [ 50 ]      |        |
| Hajmeresztő | 2012. március 24.    | Mikó István                     | [ 51 ]      |        |
| Hamu és gyémánt | 2016. november 12.   | Szurdi Miklós                   | [ 52 ]      |        |
| Hamupipőke | 2016. február 28.    | Nyíró Bea                       | [ 53 ]      |        |
| Haverom a Messiás | 2011. november 10.   | Makranczi Zalán                 | [ 54 ]      |        |
| Hazudni tudni kell | 2017. február 11.    | Mikó István                     | [ 55 ]      |        |
| Hello, Dolly! | 2015. október 17.    | Verebes István                  | [ 56 ]      |        |
| Hippolyt, a lakáj | 2018. december 15.   | Mikó István                     | [ 57 ]      |        |
| Hófehérke és a hét törpe                                                                                                  | 2011. október        | Nyírő Bea                       |             |        |
| Hol van az a nyár | 2007. szeptember 29. | Bozsó József                    |             |        |
| Holle anyó | 2009. január 9.      | Nyírő Bea                       | [ 58 ]      |        |
| Hosszúhajú veszedelem | 2013. december 14.   | Mikó István                     | [ 59 ]      |        |
| Imádok férjhez menni | 2003. október 26.    | Mikó István                     | [ 60 ]      |        |
| Imádok férjhez menni | 2016. november 19.   | Bodrogi Gyula                   | [ 61 ]      |        |
| Indul a bakterház | 2007. november 30.   | Cseke Péter                     | [ 62 ]      |        |
| Ikrek előnyben | 2016. március 19.    | Sztárek Andrea                  | [ 63 ]      |        |
| Janika | 2002. november 30.   | Cseke Péter                     | [ 64 ]      |        |
| Jávor ”Pali” utolsó mulatása A Magyarországi Szerb Színház és a Turay Ida Színház közös produkciója                       |                      | Rusz Milán                      |             |        |
| József utcai álmok (100 év emlékei egy asszony életén át) előadja: Rák Kati                                               |                      |                                 |             |        |
| Kakukkfészek | 2005. október 14.    | Bujtor István                   | [ 65 ]      |        |
| Kék angyal | 2010. november 10.   | Kerényi Imre                    | [ 66 ]      |        |
| Kék róka | 2007. október 28.    | Márton András                   | [ 67 ]      |        |
| Komámasszony, hol a stukker?                                                                                              | 2009. április 11.    | Huszti Péter                    | [ 68 ]      |        |
| Könnyű erkölcsök | 2010. február 6.     | Koncz Gábor                     | [ 69 ]      |        |
| Köszönet mindenért | 2015. március 7.     | Árkosi Árpád                    | [ 70 ]      |        |
| Lili bárónő | 1999. november 11.   | Kovács Zsuzsa                   | [ 71 ]      |        |
| Liliomfi | 2012. december 28.   | Mikó István                     | [ 72 ]      |        |
| Macskajáték | 2008. október 18.    | Őze Áron                        | [ 73 ]      |        |
| Maga lesz a férjem | 2012. június 16.     | Szirtes Gábor                   | [ 74 ]      |        |
| Mágnás Miska | 2001. május 17.      | Kovács Zsuzsa                   | [ 75 ]      |        |
| Mágnás Miska | 2016. április 22.    | Nyírő Bea                       | [ 76 ]      |        |
| Magyarok a Kárpát medencében Pódium est versben és dalban - Benkő Péter, Szabó Gyula Győző és Kurkó József Kristóf műsora |                      |                                 |             |        |
| Mátyás madara | 2019. március 3.     | Győri Péter                     | [ 77 ]      |        |
| Marica grófnő | 2003. június 18.     | Bozsó József                    |             |        |
| Mézeshetek | 2014. március 22.    | Mikó István                     |             |        |
| Mikszáth különös házasságai                                                                                               | 2015. október 31.    | Görgey Gábor                    | [ 78 ]      |        |
| Mirandolina, amore! | 2006. július 20.     | Mikó István                     |             |        |
| Mi van a szoknya alatt? avagy a káprázatos kisasszonyok                                                                   | 2004. december 18.   | Cseke Péter                     | [ 79 ]      |        |
| ”Mosolygó nézés, és jólnevelt arc” zenés beszélgetés Jankovits Józseffel                                                  |                      |                                 |             |        |
| Nagyvizit | 2003. november 30.   | Koncz Gábor                     | [ 80 ]      |        |
| Nebáncsvirág | 2010.                | Csere László                    | [ 81 ]      |        |
| Nem élhetek muzsikaszó nélkül                                                                                             | 2006. február 4.     | Bor József                      | [ 82 ]      |        |
| Nyolc nő | 2009. november 21.   | Böhm György                     | [ 83 ]      |        |
| Olympia | 2004. november 13.   | Csiszár Imre                    | [ 84 ]      |        |
| Osztrigás Mici | 2008. április 26.    | Bor József                      | [ 85 ]      |        |
| Operettparádé | 2017. január 18.     | Vásári Mónika                   | [ 86 ]      |        |
| Panka és a mumus | 2015. október 4.     | Győri Péter                     | [ 87 ]      |        |
| Párizsi éjszakák | 2015. november 14.   | Bencze Ilona                    | [ 88 ]      |        |
| Péter és a farkas | 2010. október 25.    | Nyíró Bea                       | [ 89 ]      |        |
| Pinokkió | 2017. január 29.     | Boros Zoltán                    |             |        |
| Prah | 2013. október 9.     | Bregyán Péter Topolcsányi Laura |             |        |
| ”Rocknagyi” | 2019. március 9.     | Szurdi Miklós                   | [ 90 ]      |        |
| Rómeó és Júlia | 2013. november 13.   | Quintus Konrád                  | [ 91 ]      |        |
| Segítség, én vagyok a feleségem!                                                                                          | 2014. április 27.    | Bencze Ilona                    | [ 92 ]      |        |
| Svejk vagyok | 2009                 |                                 | Mikó István | [ 93 ] |
| Sybill | 2004. május 16.      | Mucsi Sándor                    | [ 94 ]      |        |
| Szellem a spájzban | 2013. április 28.    | Böhm György                     | [ 95 ]      |        |
| Szent István Minisztériumjáték                                                                                            | 2013. augusztus 20.  | BORISZ                          |             |        |
| Szerelmem, Sárdy | 2015.november 28.    | Harangi Mária                   |             |        |
| Tombol az erény | 2007. február 25.    | Cseke Péter                     | [ 96 ]      |        |
| Tündéria | 2014. március 25.    | Nyírő Bea                       | [ 97 ]      |        |
| Utcazenészek | 2012. november       | Mikó István                     |             |        |
| VAMP, a vámpírmusical | 2012. szeptember 7.  | Lőrincz Levente                 | [ 98 ]      |        |
| Vértestvérek | 2010. október 9.     | Böhm György                     | [ 99 ]      |        |
| Vértestvérek | 2016. október 8.     | Böhm György                     | [ 100 ]     |        |
| Vesztett éden | 2013. december 18.   | Csiszár Imre                    |             |        |
| Vidám kísértet | 2004. október 15.    | Cseke Péter                     | [ 101 ]     |        |
| Zita - ”Magyar királynék” sorozat                                                                                         | 2018. október 20.    | Szerednyey Béla                 | [ 102 ]     |        |
| Zsákbamacska | 2005. május 7.       | Bor József                      | [ 103 ]     |        |
| Zsiványok Betlehemben | 2017. november 26.   | Győri Péter                     | [ 104 ]     |        |